# Urocystis anemones
Urocystis anemones är en svampart som först beskrevs av Christiaan Hendrik Persoon, och fick sitt nu gällande namn av Georg Winter 1880. Urocystis anemones ingår i släktet Urocystis och familjen Urocystidaceae.   Inga underarter finns listade i Catalogue of Life.